# Jazz Jackrabbit 2
Jazz Jackrabbit 2 è un videogioco a piattaforme prodotto dalla Epic MegaGames, conosciuta ora come Epic Games. Fu messo in commercio nel 1998 per PC, e in seguito nel 1999 per Mac. È il seguito di Jazz Jackrabbit.
Jazz continua a dare la caccia a Devan Shell, per recuperare l'anello con il quale ha deciso di sposarsi con Eva. Il fratello di Jazz, Spaz viene introdotto come personaggio giocabile.
Oltre agli ovvi miglioramenti sotto tutti gli aspetti, rispetto al primo gioco della serie vengono introdotte nuove mosse per Jazz e la modalità multigiocatore, con molte opzioni.

## Multigiocatore
Le opzioni sul gioco multiplayer, includono la possibilità di giocare in LAN, internet, oppure sullo stesso computer, con fino a 4 giocatori. Giocando sullo stesso computer lo schermo viene diviso e ogni settore inquadra uno dei giocatori, che possono utilizzare fino a 2 combinazioni di tasti e/o fino a 4 joystick.
Esistono 5 modalità di gioco multigiocatore:
- Cooperativo (si affrontano gli stessi livelli del giocatore singolo, ma insieme)[5]
- Battaglia (i giocatori devono spararsi tra loro, in molte e complesse arene tra cui scegliere)[5]
- Gara di velocità[5]
- Cattura la bandiera[5]
- Caccia al tesoro (si devono raccogliere più bonus possibile sparando a un altro giocatore, questo perde e rilascia in campo parte dei bonus)[5]

## Episodi
- Formerly A Prince

Jazz scappa dalle sotterranee del castello e combatte nei dintorni di Carrotus e attraverso un laboratorio.
- Jazz in Time

Jazz viaggia indietro nel tempo nell'età coloniale, un mondo psichedelico simile ad Alice nel Paese delle Meraviglie e una spiaggia.
- Flashback

Basato sull'originale Jazz Jackrabbit Shareware Edition. Torna a Diamondus, Tubelectric and Medivo, ma sarà più dura per lui.
- Funky Monkeys

Jazz combatte nella giungla, quindi raggiunge l'inferno per cercare il nascondiglio di Devan.
I giocatori possono anche giocare ai livelli personalizzati e non di Jazz Jackrabbit 2: Shareware Edition.

## Jazz Creation Station
L'editor di livelli spesso nominato JCS. I giocatori possono usarlo per creare e giocare livelli personalizzati e condividerli online che incrementa la longevità del gioco. Ancora oggi continuano a essere prodotti nuovi livelli. JCS non è disponibile per Mac.

## Prodotti secondari

### Jazz Jackrabbit 2: Shareware Edition
Messo in commercio nel 1998. Versione promozionale contenente tre nuovi livelli e disponibile anche per Mac.

### Jazz Jackrabbit 2: Holiday Hare '98
Versione natalizia messa in commercio nel 1998 per PC, ma solo in Nord America. Differentemente dalle precedenti versioni, questa non è shareware ma commerciale.

### Jazz Jackrabbit 2: The Secret Files
Versione pasquale messa in commercio nel 1999 per PC, ma solo in Europa. Introduce un altro personaggio giocabile, la bellissima Lori, la sorella di Jazz e Spaz. Aggiunto anche un nuovo episodio extra all'originale Jazz Jackrabbit 2, chiamato "The Secret Files". Questo episodio consiste in tre zone differenti, ognuna con tre nuovi livelli. Aggiunti anche nuovi componenti a JCS molti di questi presi dal primo Jazz Jackrabbit.

### Jazz Jackrabbit 2: The Secret Files Shareware Edition
Messo in commercio nel 1999 in versione shareware per promuovere The Secret Files.

### Jazz Jackrabbit 2: The Christmas Chronicles
Versione natalizia migliorata di Holiday Hare '98, che utilizza il personaggio Lori come giocabile. La sua uscita era prevista in Europa nel 1999 per PC. L'editore, Project 2, andò in bancarotta prima della distribuzione. Fu messo in commercio in Polonia da LK Avalon nel 2000 e successivamente nel resto dell'Europa in edizione limitata.